# ADC シーラス
ADC シーラス（ADC Cirrus ）は、イギリスのエアクラフト・ディスポーザル（Aircraft Disposal Company）による航空用エンジン。後に製造者の変遷によりシーラス・ハーミス（Cirrus Hermes）となった。さらに1934年のブラックバーン・エアロプレーン・アンド・モーターによるシーラス・ハーミス社買収後の派生型がブラックバーン シーラス（Blackburn Cirrus）とされる場合もある。

## 開発
1925年、エアクラフト・ディスポーザルによって出力60 hp（45 kW）の初期型シーラスIが開発され、50時間の試験に合格した。これは初の空冷直列型エンジンであり、フランク・ハルフォードによって設計された。シーラスは、軽飛行機に広く用いられることになった。ADC エアディスコV8エンジンのシリンダーバンク1セットを利用したレイアウトは、速やかに他社に模倣された。
その後、シーラスII、シーラスIIIと開発が続き、シーラス・ハーミスにおいても続いた。一部のシーラス・ハーミスの型式は、倒立エンジンとしても製造された。

## 型式
- シーラスI：1925年
- シーラスII：1926年
- シーラスIII：1929年
- シーラスIIIA：1933年
- シーラス・ハーミスI：1929年
- シーラス・ハーミスII：1930年
- シーラス・ハーミスIIB：1931年、倒立
- シーラス・ハーミスIV：1930年
- シーラス・ハーミスIVA：1929年、倒立

### 派生型
ブラックバーンによる派生型として、ブラックバーン シーラス・メジャーとブラックバーン シーラス・マイナーが生産された。

## 要目
出典： 
諸元
- タイプ： 空冷4気筒直列型エンジン
- シリンダー直径： 4.13 in (105 mm)
- ストローク： 5.12 in (130 mm)
- 体積： 274.36 in3 (4.5 L)
- 全長： 45.8 in (116.3 cm)
- 全幅： 18.26 in (46.4 cm)
- 全高： 34.3 in (87.1 cm)
- 重量： 260 lb (120 kg)
- 設計者： フランク・ハルフォード

機構
- バルブ: 各シリンダーに吸気弁、排気弁各1
- 燃料システム： クローデルキャブレター
- 燃料： 70オクタン価
- 冷却システム： 空冷

性能
- 出力： 60 hp（45 kW）
- 圧縮比： 4.7:1

## 注
1. ↑  1927年、シーラス・エアロ・エンジンズ設立。同社は売却に伴い1931年にシーラス・ハーミス、1934年にブラックバーン・エアロプレーン・アンド・モーターのシーラス・エンジン事業部として第二次世界大戦後まで存続した[1]